# スバル・R1e
スバルR1e（スバルアールワンイー）は、富士重工業によって生産された二次電池式電気軽自動車である。2003年の東京モーターショーにコンセプトカーが初出品された。東京電力（TEPCO）との共同開発。少なくとも40台のプロトタイプが富士重工によって製造され、TEPCOとニューヨーク州電力公社によって試験された。航続距離は80キロメートル、最高速度は時速100キロメートルである。

## 歴史
R1eは2プラス2シート型の3ドアハッチバックであった。2005年に日本市場で発売されたスバルR1はR1eとスタイルとシャシを共有しており、R1eコンセプトの1年後に2004年の東京モーターショーでプロトタイプが展示された。R1は衝突の衝撃を効果的に吸収する「タマゴ型」の「ワンモーションフォルム」を採用した。R1のグリルにはR2や初代B9トライベッカと同じスプレッドウィングスグリルが採用された。R1eは2004年3月に開催された第74回ジュネーヴ国際モーターショーにも出品された。その後2005年にガソリン軽自動車のR1が販売開始された。

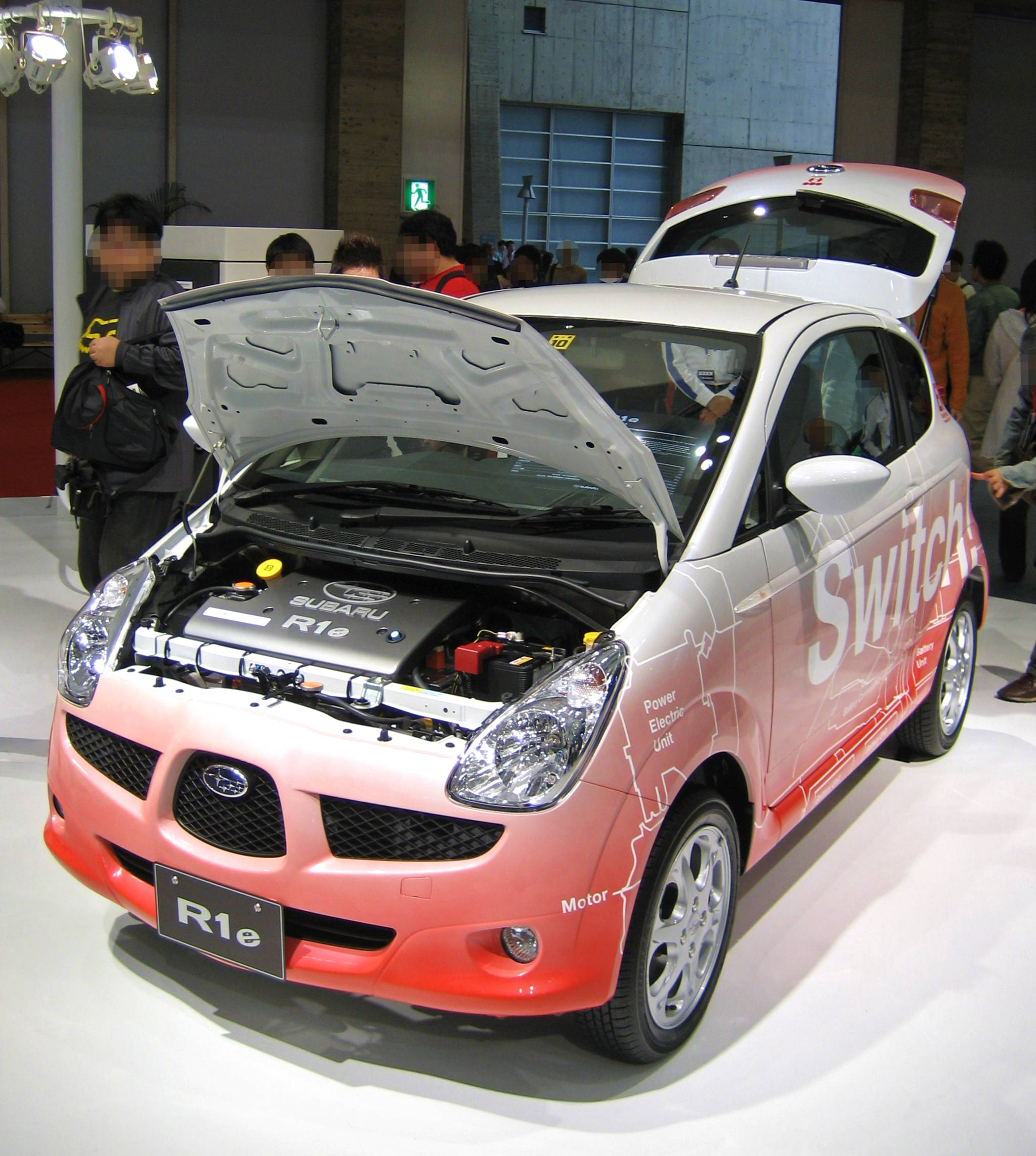
スバルR1e

2005年、富士重工業と東京電力はスバルR1eをベースにした業務用EVの共同開発を発表した。本合意の下、富士重工業は試作車の生産と、日常業務における路上走行試験等を通じた性能および経済性の確認、最適な電池搭載量の検証を担当した。東京電力は急速充電器の開発を担当した。性能目標は市街地での航続距離80 km、AC200V電源による80%までの充電時間15分とされた。コンセプトカーと比較すると、プロトタイプ車のシートは2つに減った。プロトタイプは東京都三鷹市のスバル技術研究所で製造され、2005年10月から2006年3月の間に東京電力に納入されることが計画された。
R1eは2006年1月にデトロイトで開催された北米国際オートショーに出品された。富士重工業、東京電力、NECラミリオンエナジーは2006年11月に、R1eの開発に対して共同で「平成18年度地球温暖化防止活動環境大臣表彰」を受賞した。2007年2月、富士重工業はR1eを近距離コミューターとして実用化する意向を発表した。
富士重工業は2007年末に開催された東京モーターショーにおいて、R1eの後続モデルとして電気自動車G4e CONCEPTを発表した。G4eはR1eからバッテリーと航続距離が改善し、より大胆なスタイリングを持つ。2008年2月までに東京電力は40台のR1eを業務に使用した。2台のR1eが2008年3月にニューヨーク電力公社に供給された。R1eの駆動系の設計と経験は2008年6月に出品された「スバル プラグイン ステラ コンセプト」へと取り込まれ、富士重工業は2009年度中にプラグインステラを試験販売する計画を発表した。

## 技術面

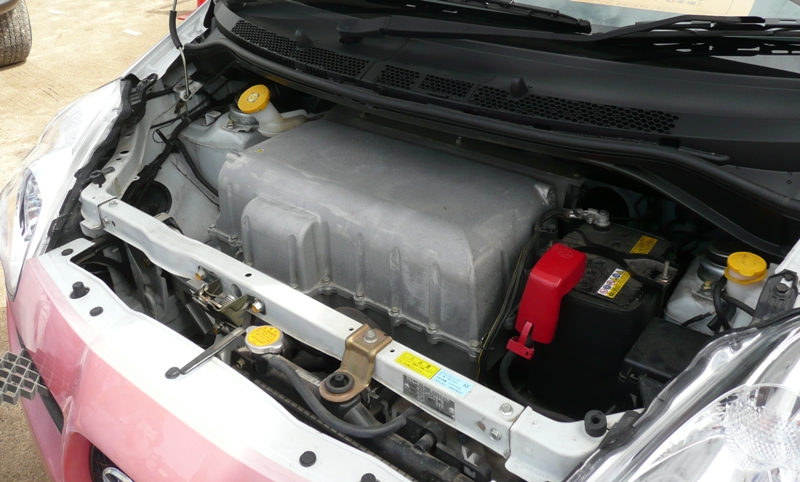
R1eのエンジン室

R1eはNECラミリオンエナジー（富士重工業とNECによって設立された合弁企業）によって開発されたラミネート型リチウムイオン二次電池を使用した。設計目標は市街地航続距離80 km、最高速度100 km/hのための電池容量8 kWh、7年間または7万km経過時点で少くとも初期電池容量の80%を維持することであった。バッテリーパックの実測性能はAC 200 Vの急速充電器を使って8分間で80%、あるいはAC 100 Vの充電器を使って8時間で100%の充電性能であった。バッテリー寿命は少くとも10年または1万3千kmとされた。
東京電力は150か所の高速充電ステーションを設置することを計画した。